# بيث هارمون
إليزابيث هارمون أو كما تعرف باسم بيث هارمون (بالإنجليزية: Beth Harmon)‏ هي شخصية خيالية والشخصية الرئيسية في رواية مناورة الملكة وفي المسلسل القصير التي أنتجته نتفليكس والذي حمل نفس الإسم، ونال المسلسل والشخصية وطاقم التمثيل عدة جوائز.

## سيرة خيالية
تيتمت بيث هارمون في سن الثامنة عندما توفيت والدتها في حادث سيارة. تنشأ في دار للأيتام في ولاية كنتاكي، وقالت انها تدرس الشطرنج من قبل خادم السيد شيبل، وسرعان ما تصبح معجزة الشطرنج. أثناء وجودها في دار الأيتام، تكافح مع إدمان المهدئات. في سن المراهقة، تم تبنيها وبدأت صعودها السريع في عالم الشطرنج، مما أدى في النهاية إلى تحدي أفضل اللاعبين السوفييت. مع نمو مهارتها وملفها الشخصي، وكذلك اعتمادها على المهدئات والكحول في النهاية.

## المفهوم والإلهام
ديانا لاني، لاعب شطرنج من نيويورك معاصر مع تيفيس الذي مثل الولايات المتحدة في أولمبياد الشطرنج الـ25 في لوسيرن، اقترحت أنها كانت على الأقل جزئيا مصدر إلهام لشخصية بيث هارمون، وأن صديقتها غراند ماستر لاري كوفمان كان مصدر إلهام لشخصية هاري بلتيك في الكتاب. تعتقد ديانا أنه من المعقول أنها لفتت انتباه تيفيس عندما لعبت على الطاولات الخارجية في واشنطن سكوير بارك باعتبارها المرأة الوحيدة، وكشخص يعاني من مشاكل الاكتئاب والإدمان. من بين لاعبي الشطرنج الحقيقيين الآخرين الذين قيل إنهم ألهموا الشخصية ما يلي بوبي فيشر وتيفيس نفسه. ومع ذلك، نفى تيفيس صراحة أن أيا من شخصياته كانت تستند إلى أي أشخاص حقيقيين. وقال أيضا إنه وجد أنه من المثير للاهتمام كتابة شخصية أنثوية.